# Liste der Bodendenkmäler in Pettendorf
Auf dieser Seite sind die Bodendenkmäler in der Oberpfälzer Gemeinde Pettendorf zusammengestellt. Diese Tabelle ist eine Teilliste der Liste der Bodendenkmäler in Bayern. Grundlage ist die Bayerische Denkmalliste, die auf Basis des Bayerischen Denkmalschutzgesetzes vom 1. Oktober 1973 erstmals erstellt wurde und seither durch das Bayerische Landesamt für Denkmalpflege geführt wird. Die folgenden Angaben ersetzen nicht die rechtsverbindliche Auskunft der Denkmalschutzbehörde.

## Bodendenkmäler der Gemeinde Pettendorf

### Bodendenkmäler in der Gemarkung Kneiting
| Lage                | Objekt | Akten-Nr.     | Bild |
| ------------------- | --- | ------------- | ---- |
| Kneiting (Standort) | Paläolithische und mesolithische Freilandstation, Siedlung vor- und frühgeschichtlicher Zeitstellung. | D-3-6937-0113 |      |
| Kneiting (Standort) | Siedlung vor- und frühgeschichtlicher Zeitstellung. | D-3-6938-0537 |      |
| Kneiting (Standort) | Bestattungsplatz der Bronzezeit und Hallstattzeit mit verebneten Grabhügeln. | D-3-6938-0538 |      |
| Kneiting (Standort) | Siedlungen der Steinzeit und der Latènezeit. | D-3-6938-0539 |      |
| Kneiting (Standort) | Siedlung vor- und frühgeschichtlicher Zeitstellung. | D-3-6938-0540 |      |
| Kneiting (Standort) | Frühneuzeitliche Trasse der Alten Nürnberger Straße. | D-3-6938-0586 |      |
| Kneiting (Standort) | Archäologische Befunde des Mittelalters und der frühen Neuzeit im Bereich der Katholischen Filialkirche St. Peter und Paul in Kneiting, darunter die Spuren von Vorgängerbauten bzw. älterer Bauphasen.                                         | D-3-6938-0985 |      |
| Kneiting (Standort) | Archäologische Befunde und Funde im Bereich der Katholischen Nebenkirche und ehemalige Wallfahrtskirche St. Mariä Himmelfahrt in Kneiting, darunter die Spuren mindestens eines Vorgängerbaus und des aufgelassenen historischen Ortsfriedhofs. | D-3-6938-0986 |      |
| Kneiting (Standort) | Vorgeschichtliche Siedlung mit Grabenwerk. | D-3-6938-0988 |      |
| Kneiting (Standort) | Vorgeschichtliche Siedlung. | D-3-6938-0993 |      |
| Kneiting (Standort) | Siedlungen der Steinzeit, der Späthallstattzeit und der Latènezeit. | D-3-6938-0994 |      |
| Kneiting (Standort) | Vorgeschichtliche Siedlung. | D-3-6938-0996 |      |

### Bodendenkmäler in der Gemarkung Pettendorf
| Lage                  | Objekt | Akten-Nr.     | Bild |
| --------------------- | --- | ------------- | ---- |
| Pettendorf (Standort) | Siedlung vor- und frühgeschichtlicher Zeitstellung. | D-3-6937-0037 |      |
| Pettendorf (Standort) | Paläolithische und mesolithische Freilandstation, Siedlung der vorgeschichtlichen Metallzeiten. | D-3-6937-0038 |      |
| Pettendorf (Standort) | Archäologische Befunde im Bereich der Katholischen Pfarrkirche St. Margareta und des ehemaligen Schlosses in Pettendorf, darunter die Spuren älterer Bauphasen, eines mittelalterlichen Adelssitzes, eines mittelalterlichen Klosters und eines mittelalterlichen Erdstalls. | D-3-6938-0532 |      |
| Pettendorf (Standort) | Siedlung vor- und frühgeschichtlicher Zeitstellung. | D-3-6938-0533 |      |
| Pettendorf (Standort) | Mesolithische Freilandstation. | D-3-6938-0535 |      |
| Pettendorf (Standort) | Siedlung vor- und frühgeschichtlicher Zeitstellung. | D-3-6938-0536 |      |
| Pettendorf (Standort) | Jungpaläolithische und mesolithische Freilandstation. | D-3-6938-0573 |      |
| Pettendorf (Standort) | Archäologische Befunde des Mittelalters und der frühen Neuzeit im Bereich des ehemaligen Dominikanerinnenklosters Adlersberg, darunter die Spuren von Vorgängerbauten, älterer Bauphasen und abgegangener Gebäuden.                                                          | D-3-6938-0587 |      |
| Pettendorf (Standort) | Steinzeitliche Siedlung. | D-3-6938-0997 |      |

### Bodendenkmäler in der Gemarkung Winzer
| Lage              | Objekt                                              | Akten-Nr.     | Bild |
| ----------------- | --------------------------------------------------- | ------------- | ---- |
| Winzer (Standort) | Siedlung vor- und frühgeschichtlicher Zeitstellung. | D-3-6938-0221 |      |